# Hary Poos
François Henri (Hary) Poos (Parijs, 24 november 1896 – Luxemburg-Stad, 22 mei 1982) was een Luxemburgs kunstschilder.

## Leven en werk
Henri of Hary Poos werd geboren in Parijs, als een zoon van de Luxemburgse François (Franz) Poos en de Parijse Marie Picard. Het gezin verhuisde later naar het groothertogdom. Poos werd opgeleid aan de École nationale supérieure des beaux-arts en de Académie de la Grande Chaumière in Parijs. Hij werkte als directiesecretaris bij Paul Wurth S.A. in Hollerich. Toen erfgroothertog Jan van Luxemburg het bedrijf in 1961 bezocht, kreeg hij als geschenk een schilderij van Poos aangeboden.
Poos schilderde en tekende onder meer portretten, landschappen en stadsgezichten. Hoewel hij werd beïnvloed door het expressionisme, was hij geen modieuze schilder, wel een scherp waarnemer van natuur en mensen. Hij sloot zich aan bij de kunstenaarsvereniging Cercle Artistique de Luxembourg (CAL) en nam vanaf 1946 deel aan de jaarlijkse salons. Van 1951 tot 1960 was hij penningmeester van de CAL.
Hary Poos overleed op 85-jarige leeftijd.
- Musée national d'archéologie, d'histoire et d'art: lkl000742